# Rostrevor (Irlanda del Nord)
Rostrevor (Ros Treabhair in gaelico irlandese) è un villaggio dell'Irlanda del Nord, situato nella contea di Down.